# Ernst Julius Hähnel
Ernst Julius Hähnel (9. marts 1811 i Dresden — 22. maj 1891 sammesteds) var en tysk billedhugger. 
Hähnel studerede først Bygningskunst,
men gik i Firenze over til Skulpturen. Under
Læreaarene i Firenze og Rom, hvor han
omgikkes med og paavirkedes af Mænd som
Thorvaldsen, Cornelius og Semper, og Studietiden
1835—38 i München, hvor han ogsaa sluttede sig
nøje til Schwanthaler, blev Studiet af Antikken
og Renaissancen de to Elementer, han byggede
videre paa i sin Kunst. Et befrugtende Samliv
med Genelli i München afsluttede hans
Ungdomsudvikling. Hans første betydelige Arbejde i
i Dresden, hvor han boede siden 1838, var det
friske og djærve Bacchus-Tog (1840) for
Hofteatret, nu efter Branden 1869 kun tilbage i
Afstøbning. Med Beethoven-Mindesmærket i
Bonn (1845) begynder Rækken af hans
monumentale Portrætstatuer; i dette Arbejde som
i fl. af de senere, den smukke Statue af Karl
IV i Prag (1848), Fr. August II i Dresden
(1866), fremtræder hans Kunst skønnest i
Sokkelfremstillingernes ædle, fint formede
Idealskikkelser; for Wien skabte han
Rytterstatuen af Fyrst Schwarzenberg (1867), for
Braunschweig Hertug Fr. Vilhelm’s
Rytterfigur, for Dresden Körner- (1869) og for
Leipzig Leibniz-Statuen (1883). Længe var han
sysselsat med dekorative Arbejder for
Dresden-Museets Façade; bl. Statuerne her er maaske
Rafael hans populæreste Arbejde (i
Marmorgengivelser i Museerne i Leipzig og Berlin),
desuden mange Relieffer og Friser; for Wien’s
ny Opera udførte han de mindre interessante
Grupper: den klassiske og den romantiske
Poesi. Andre bekendte Værker er: »Amor«,
»Bacchus og Ganymed, der morer sig over en
Strid mellem en Ørn og en Panter« samt »Eva
med Abel og Kain«. H., der var Professor ved
Dresdens Akademi, har gennem sin egen
Kunst, hvis Væsensmærke er en Idealitet, der
opgiver det karakteristiske til Fordel for det
harmonisk afvejede og linieskønne, og
gennem sin omfattende Lærervirksomhed sat dybe
Mærker i tysk, særlig sachsisk, Kunst. Hans
Hovedværker (mange Arbejder i Dresdens
Albertinum) er gengivne i 150 Lystryk 1882—87.